# Волянка (село)
Волянка (укр. Волянка) — село в Ралевской сельской общине Самборского района Львовской области Украины.
Население по переписи 2001 года составляло 10 человек, на 2021 год — 7 человек. Занимает площадь 0,43 км². Почтовый индекс — 81482. Телефонный код — 3236.